# Bruchopria pentatoma
Bruchopria pentatoma  (лат.) — вид паразитических мирмекофильных наездников семейства диаприиды надсемейства Proctotrupoidea (или Diaprioidea, Diapriini) подотряда стебельчатобрюхие отряда перепончатокрылые насекомые. Южная Америка: Аргентина (Córdoba). Мелкие бескрылые (или с остатками крыльев) насекомые (длина около 2 мм). Булава усиков 5-члениковая (у близкого вида Bruchopria hexatoma — она состоит из 6 члеников). Ассоциированы с огненными муравьями Solenopsis richteri (Solenopsidini) и с муравьями-листорезами Acromyrmex lundii (Guérin) (Attini)